# Impresario (opéra)
Pour les articles homonymes, voir Impresario.

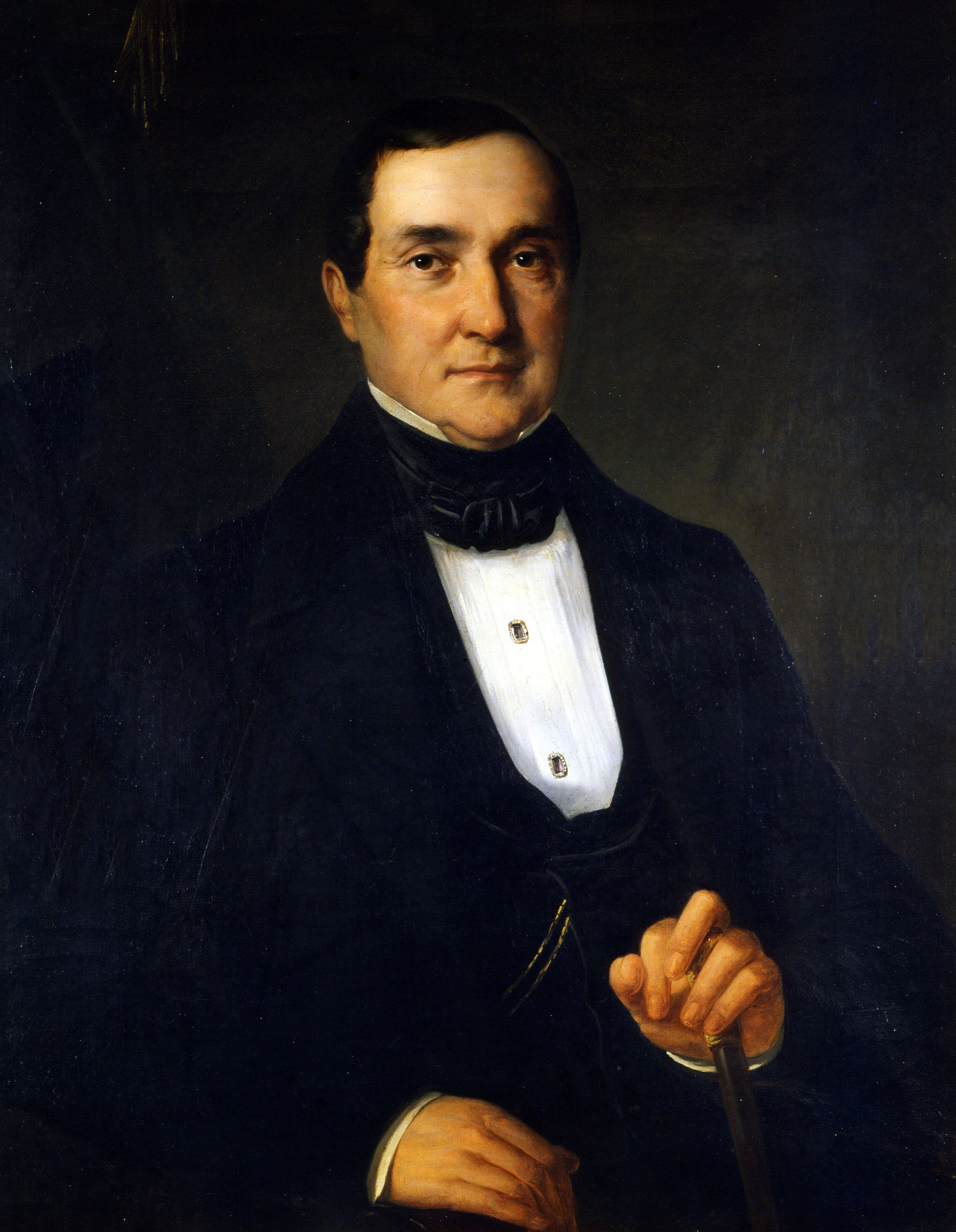
Portrait de Bartolomeo Merelli, impresario de La Scala de 1836 à 1850 et de 1861 à 1863

Impresario est un terme usité pour désigner, essentiellement en Italie, en Angleterre et en France, jusqu'à la fin du XIXe siècle, un organisateur de saisons lyriques ou le directeur d'une entreprise théâtrale, notamment d'une « maison d'opéra ».

## Étymologie
Il s'agit d'un terme emprunté à l’italien impresario (« entrepreneur »), dérivé du substantif impresa (« entreprise ») lui-même issu du vieil italien imprendere (intraprendere, « entreprendre ») et du latin populaire imprehendere.

## Fonctions
La fonction de l'impresario, entre les XVIIe et XIXe siècles, est l'exploitation pour une ou plusieurs saisons d'un théâtre dont il achète la concession à son propriétaire. En qualité de responsable financier de l'opération, il se charge d'engager et de rémunérer les artistes nécessaires à la production, depuis le librettiste jusqu'aux danseurs, en passant par le compositeur, les musiciens et les chanteurs. Ses revenus sont issus de la vente des billets qui n'intervient que lors des représentations alors qu'il a dû payer des avances au compositeur et au librettiste et régler les artistes pour les répétitions. Certains impresari comme Domenico Barbaja à Milan tiraient des revenus complémentaires des salons de jeux dont les théâtres étaient dotés. Cette situation aléatoire pouvait soit les enrichir soit les mener à la prison comme le fut Pierre Perrin pour sa gestion chaotique de l'Opéra.
Cette fonction risquée conduit souvent l'impresario au lancement de nouveaux artistes et à la découverte de nouveaux talents. Les noms de ces découvreurs sont restés dans l'histoire de l'opéra :
- Domenico Barbaja (Rossini, Isabella Colbran, Donizetti),
- Bartolomeo Merelli, (Verdi),
- Alessandro Lanari, le « Napoléon des impresarios »,
- Benjamin Lumley (Jenny Lind, Sophie Cruvelli),
- James Henry Mapleson (Christine Nilsson, Lillian Nordica).

## Relations avec les artistes
Si les artistes dont l'impresario a fait la gloire, ont bénéficié de son intransigeance, la dureté de son traitement a inspiré nombre de librettistes et compositeurs. Der Schauspieldirektor (« l'impresario ») de Mozart est sans doute l'œuvre la plus représentative de ce genre de satire du « théâtre dans le théâtre ». Dans L'opera seria de Ranieri de' Calzabigi, l'impresario se nomme « Faillite ». Le sujet a encore été traité par nombre d'auteurs, de Cimarosa (L'impresario in angustie, 1786), jusqu'à Richard Strauss (Capriccio, 1942) en passant par Rossini et Donizetti.

## L'impresario aujourd'hui
Depuis le XXe siècle, le terme ne s'applique plus au directeur d'opéra qui est de nos jours salarié par l'institution qu'il dirige. L'impresario ne désigne plus que l'agent artistique responsable de la carrière d'artistes.